# A Rúzs és New York zenéinek listája
Ez a szócikk az NBC televízió Rúzs és New York (Lipstick Jungle) című sorozatának epizódjaiban elhangzott zenék listáját tartalmazza.

## Főcímzene
A sorozat főcíméül a Bittersweet: "The Bomb" című száma szolgál. A főcímzenében hallható szöveg azonban kisebb-nagyobb változtatásokon esett át az eredetihez képest.

## Első évad

### Első fejezet (Pilot)
- "I Get High" - Elmo
- "Always On Your Side" - Sheryl Crow
- "These Boots Are Made For Walkin" - Nancy Sinatra
- "Love Like This" - Natasha Bedingfield
- "Salty Air" - Bittersweet
- "Ohh La La" - Goldfrapp
- "Taking A Chance On Love" - Renee Olstead
- "I Am In Love With You" - Imogen Heap
- "Glamorous" - Fergie

### Második  fejezet (Nothing Sacred)
- "Starting Now" - Ingrid Michaelson
- "Give It A Night" - Bella
- "Passenger Fever" - Peggy Lee vs. Iggy Pop
- "Where I Stood" - Missy Higgins
- "Teach Me Tonight" - Phoebe Snow

### Harmadik fejezet (Pink Poison)
- "Stoned Soul Picnic" - Jill Sobule
- "You Know I'm No Good" - Amy Winehouse
- "Boomerang" - Jaylene Johnson

### Negyedik fejezet (Bombay Highway)
- "Goddess" - Sultan Khan feat. Krishna Das
- "Get What I Want" - Bitter:Sweet
- "A National Anthem" - The Details
- "You're My Flame" - Zero 7
- "Wartime" - theSTART
- "Young Folks" - Peter, Bjorn & John
- "Glow" - Rie Sinclair
- "Karma" - Outsized

### Ötödik fejezet (Dressed to Kill)
- "Ode To Jerry" -  Project Grand Slam
- "Out Of Tahini" - Project Grand Slam
- "Riding The Berks" - Project Grand Slam
- "Heat 2007" - Project Grand Slam
- "A Ballad For Starters" - Jim Pearce
- "The Lookout" - Jeff Lopez
- "Love Song" - Sara Bareilles
- "Escape Myself" - Nouvelle Vague

### Hatodik fejezet (Take The High Road)
- "Wonders Never Cease" - Morcheeba
- "Money" - Jesca Hoop
- "Baby" - Zeep
- "You're Getting To Be A Habit With Me"

### Hetedik fejezet (Carpe Threesome)
- "Chains Of Love" - Kreesha Turner
- "Big Sky" -  Annie Lennox
- "Someone Like Me" - Lindsay Price

## Második évad

### Nyolcadik fejezet (Pandora's Box)
- "Gotta Be Free" - Marcus Miller featuring Corinne Bailey Rae
- "Right As Rain" - Adele
- "What You Wanted" - Angus Stone feat. Julia Stone

### Kilencedik fejezet (Help!)
- "Sweet About Me" - Gabriella Cilmi
- "Tell Me" - The Peak Show
- "Like The Stars" - Easy Star All-Stars
- "Set The Grass On Fire" - Elysian Fields
- "Bottle It Up" - Sara Barielles
- "Better In Time" - Leona Lewis

### Tizedik fejezet (Let It Be)
- "Breathe" - Lalah Hathaway
- "Nobody's Baby" - Sharon Jones feat. The Dap Kings
- "Worrisome Heart" - Melody Gardot

### Tizenegyedik fejezet (The F-Word)
- "Uh Huh," Arrica Rose
- "Stand," Tasha Taylor

### Tizenkettedik (Scary, Scary Night)
- "Ode To Jerry" - by Project Grand Slam
- "For A Waltz" - Zimpala
- "Lights and Music" - Cut Copy
- "Hearts On Fire" - Cut Copy
- "Sun Machine" - April March feat. Steve Hanft

### Tizenharmadik fejezet (The Lyin', the Bitch and the Wardrobe)
- "I Remember" - Rosey
- "Sweet Lullaby" - Wunmi
- "Paid My Dues" - Anastacia

### Tizennegyedik fejezet (Let The Games Begin)
- "Design" - Merrie Amsterburg
- "Waiting For You" -  Jess Tardy
- "Bring Me What You Got" - Mystikos Quintet
- "Time Stands" - Ellen Warshaw

### Tizenötödik fejezet (The Sisterhood of the Traveling Prada)
- "Awake" - The Nucc
- "Marigold" - Barbara Cohen
- "Peace" - Bodhi
- "Wish You Well" - Katie Herzig
- "Angel" - Natasha Bedingfield

### Tizenhatodik fejezet (Thanksgiving)
- "Nicaragua" - Bermudez Triangle
- "Put your Arms Around Me" - Natasha Bedingfield
- "Simple Mood" - Jenni Alpert

### Tizenhetedik fejezet (Bye, Bye Baby)
- "Lipstick Jungle 1" - Noisola featuring Hamutal
- "The Saddest Sound" - Lucy Wainwright Roche
- "Bend your Mind" - Elysian Fields
- "Come Undone" - Juca

### Tizennyolcadik fejezet (Indecent Exposure)
- "Bravely" - Mieka Pauley
- "Perfect" - Reddi
- "Slippery Light" - Eliane
- "Surrender" - Sara Genn

### Tizenkilencedik fejezet (Lover's Leap)
- Whatta Man" - Love Grenade
- "Soulmate" - Natasha Bedingfield
- "This Is" - Lizz Wright
- "Mad, Mad World" - Mozella
- "Make You Feel My Love" - Adele

### Huszadik fejezet (La Vie en Pose)
- "The Glitter" - Jessie Baylin
- "Feel It Coming" - Sara Melson